# 新ゲッターロボ
『新ゲッターロボ』（しんゲッターロボ）は、永井豪、石川賢原作のロボットアニメOVA。2004年夏から全13話がバンダイビジュアルよりDVD全6巻で発売された後、2010年10月9日から2011年1月1日まで、BS11デジタルの『ANIME+』枠でテレビ放送された。

## 概要
ゲッターロボシリーズのOVA作品第3弾。石川賢が存命中にアニメ化された最後のゲッターロボ作品である。特徴としては、漫画版『ゲッターロボ』の持つアナーキーさとバイオレンスな描写を前面に押し出しているほか、根幹のストーリーなどに石川賢のSF時代劇作品の影響も大きく、他のゲッターロボの映像作品とは異なるテイストで描かれている。
主役のゲッターロボは、旧来のゲッターロボとは異なるデザインである（従来デザインの初代ゲッターロボ、ゲッターロボG、ゲッターロボ號なども「プロトタイプ・ゲッター」や、異世界のゲッターロボとして登場している）。

## ストーリー
突如、人類に牙を剥いた者たちが現れた。その姿は古来から伝わる伝説の生き物「鬼」そのものであった。
ゲッター線研究の第一人者である早乙女博士は鬼たちに対抗するべく、ゲッター線を動力とする巨大ロボット・ゲッターロボを開発するが試作型のゲッターロボでは鬼に太刀打ちできなかった為、新型のゲッターロボを開発し、それを乗りこなせる3人のパイロットを見つけ出す。
1人目は空手の達人ながらも空手界を追放された流竜馬。2人目はテロ組織のリーダー・神隼人。3人目は暴れん坊から僧侶となった武蔵坊弁慶。いずれも曰く付きだがゲッターのパイロットには適しており、3人は鬼との戦いに身を投じていく。

## 登場人物

### ゲッターパイロット
流竜馬（ながれ りょうま）
声 - 石川英郎
ゲッター1（イーグル号）のパイロット。空手の達人ではあるが、昇段試験で対戦相手を半殺にし、空手界を追放された。以降は新宿で父親から受け継いだ形見の空手道場「鳥龍館」を経営しているが、多額の借金を抱えている。取り立てに来たヤクザ「辰与会」（たつよしかい）相手に喧嘩に明け暮れる日々を送っていたところを早乙女に目を付けられ、半ば強引にゲッターロボのパイロットにされた。極めて好戦的な性格ゆえ、喜んで鬼との戦いに身を投じるが、義侠心も持ち合わせている。超人的な身体能力と戦闘能力を持っており、ゲッター1の操縦にも遺憾無く発揮。
安倍晴明が支配する黒平安京からの帰還後、搭載した新型炉心の試運転中、ゲッターが支配する、彼曰く「吐き気がしそうな」異世界に迷い込む、そこを支配する聖ドラゴンと化していたのが、その世界の自分であることを知る。以降は以前の生活に戻ろうとするが、道場はヤクザたちの策略により壊されてしまう。帰る家を失った後、復讐のために現れた晴明の破壊活動を見て、ゲッターに再び乗り込み、ゲッターに抗い勝つことを誓った。
四天王との戦いの後、隼人と弁慶と別れ、ただ一人、聖ドラゴンとの戦いに身を投じた。それから2年後、寄せ集めで作ったゲッターに乗り、別の次元で神々と戦い続けている。
神隼人（じん はやと）
声 - 内田直哉
ゲッター2（ジャガー号）のパイロット。元は革命組織のリーダーで、逆らう者は仲間でも容赦せずに笑いながら血祭りに上げるという狂気の男だった。防衛庁の特殊兵器管理センターを襲撃した際にゲッター線に関する機密情報を入手した。ゲッター線に興味を持った彼は革命組織のメンバーと共に早乙女研究所を襲撃するが、同時に研究所を襲った鬼の一団と鉢合わせたドサクサ紛れに、既に隼人達の襲撃を察知していた早乙女によって拘束され、ゲッターロボのパイロットになる。以降は革命組織時代の狂気ぶりは成りを潜め、落ち着きを見せるようになる。
早乙女に幾度か接触を図る内にゲッター線が唯のエネルギーでは無いことに気付きその存在に魅せられ、ゲッターロボが炉心換装後に竜馬が乗る時に限って異常に出力が上がる点にも気付き、ゲッター線とは意思を持ったエネルギーではないかと推測するようになる。
鬼との戦いの中でゲッター線の真実を求めるようになり、四天王戦後もゲッター線の謎を追い続け、2年後、早乙女研究所跡地で弁慶、ミチルと再会。
武蔵坊弁慶（むさしぼう べんけい）
声 - 梁田清之
ゲッター3（ベアー号）のパイロット。「鬼の子」と呼ばれる程の手が付けられない暴れん坊だったが、旅の僧に改心させられて以来、その僧が住職を務める寺にて真人間になるために修行を積んでいた。
ある日、鬼に変貌した住職や修行仲間達に襲われ寺から逃走した際、パトロール中に鬼獣の攻撃を受けて墜落したイーグル号に搭乗していた竜馬と出会う。その後、再度現われた鬼獣に撃墜されたベアー号に乗っていた早乙女に見込まれ、他の二人同様、強引にゲッターロボのパイロットにされてしまうが、住職と仲間達の敵を討つために鬼との戦いに身を投じて行く。最初こそ仇討ちと張り切っていたものの、形振り構わない鬼の襲来とゲッターロボの過剰な破壊力、さらにゲッターに魅せられ徐々に狂っていく登場人物達を前に、自分達の戦いの正当性に疑問を抱き始める。そしてゲッターロボと清明の戦いの巻き添えで消滅した新宿の姿を目の当たりにし、遂にゲッターロボの破壊を決意する。直前で竜馬に阻まれ、早乙女からは、自分達に対する抑止力になるとしてパイロットに選ばれたことが語られている。
元々豪快で自由奔放、女好きな性格だが、僧になってからもその性格はあまり変わっていないため見た目的に破戒僧のような印象が目立つ。難しい話をされると瞬時に眠ってしまう癖がある。ここまでだと、他二人と同類と思われがちだが、劇中では竜馬・隼人の無茶な言動に振り回される。新宿での戦闘の際には巻添えで死傷者が出ることを恐れ出撃や攻撃を躊躇する等、死んだ達人を除けば主要登場人物の中で唯一の常識人である。暴れていた時代から源頼光が使っていたという守り刀を肌身離さず持ち歩いているが（刀身は錆びついてて抜くことができない）、この刀は後に重要な役割を担う。
四天王との戦いの後、かつての住職同様に旅の僧となり、2年ぶりに早乙女研究所跡地を訪れる。
名前の由来は、他のゲッターロボ作品に登場する3号機パイロットである「巴武蔵」および「車弁慶」の名前を繋げたもので、戦闘中には二人と同様の技「大雪山おろし」を使う場面も見られるが、キャラクター的には武蔵とも弁慶とも異なる。

### 早乙女研究所
早乙女博士（さおとめはかせ）
声 - 有本欽隆
鬼に対抗するスーパーロボット、ゲッターロボの生みの親。竜馬、隼人、弁慶をパイロットに選んだ。弁慶が来る前はベアー号のパイロットも兼ねていた。毒舌かつ自己中心的な性格だが、家族への愛情がないわけではない。
ゲッター線の存在そのものに取り憑かれたかの様に研究を行っており、その先に待ち受ける未来を予期していたかの様にゲッターロボ用の新炉心開発などを進めていた。
最終的に、四天王との最終決戦で苦戦するゲッターロボを助けるために早乙女研究所の地下に眠る「あるもの」を開放したことで大量のゲッター線を浴びて消滅、研究所も壊滅した。
早乙女達人（さおとめたつひと）
声 - 山野井仁
早乙女博士の長男。プロトゲッターのパイロット。研究員ながらも銃を駆使して鬼と戦い、竜馬に組み付いた鬼を散弾で頭だけを狙うなど優れた戦闘力を持つ。1話後半に鬼に噛まれて鬼化してしまうも、自身にナイフを突き刺し正気に戻り、鬼獣を押さえつけ、竜馬にイーグル号での体当たりを指示。自身諸共、鬼獣を撃破させる。
過去にプロトゲッター起動実験の際に、ゲッター炉心の出力を行った際に暴走現象に遭遇した。
早乙女ミチル（さおとめミチル）
声 - 本田貴子
早乙女博士の娘。研究所や発掘調査現場で鬼のことを調べまわっている。冷めた性格をしており、竜馬からは「鬼娘」に例えられるが、弁慶から「観音様」に例えられた。調べ物をする時は眼鏡を掛ける。竜馬たちのことは苗字とくん付けで呼ぶ。早乙女が地下に引き篭もった後は要塞化した早乙女研究所の指揮官的な立場や日本政府との折衝役に嫌々ついている。竜馬とゲッターロボとの繋がりを巡って独自にゲッター線について調べるなど心境の変化が見られた。学生時代には原作の様な姿をしていた。

### 平安時代
源頼光（みなもとのらいこう）
声 - 朴璐美
平安時代で鬼達や安倍晴明と戦う将軍。史実とは異なり女性。名刀蜘蛛切丸を愛用する、竜馬が部下・渡辺綱の首を刎ねたのを目撃し、（刎ねられた首はその瞬間に人間に戻ったため、頼光は綱が鬼と化したことを知らず）竜馬を鬼と勘違いして退治しようとするが、後にそうではないことを察知して、共に戦う。 晴明との決戦の際に瀕死の重傷を負うが弁慶が持ってきた守り刀（童子切丸と判明する）を鞘から引き抜き命と引換えにその錆びついていた刀身を復活させる

安倍晴明（あべのせいめい）
声 - 子安武人
平安時代ですべての鬼達を統括し、鬼の都＝黒平安京の支配者となった陰陽師。極めて残忍非道な性格で、ゲッターの破壊だけを考える鬼と違い、争いや混乱を楽しむ癖があり、2人の鬼姫らしき側近を置いている。竜馬が時空を超え平安時代に来ることを知っており、ゲッターロボと戦うためにその時代で待ち伏せしていた。四天王によってゲッターの存在を知らされているため、ゲッター線やゲッターロボの能力などを色々理解しており、ゲッターと竜馬を滅ぼすためにゲッターロボに挑む。
攻守共に優れた強力な陰陽道の技を駆使して戦い、水晶は炎の竜を召喚したり遠方を見渡すことができ、式神を飛ばして相手を拘束することができる。更に五星結界はゲッタービームをも弾き飛ばすほど非常に強固である。
初戦では竜馬達を軽視していたため、いくらか楽しむために生身で戦うが逆に倒されてしまう。しかし、鬼獣と合体して復活し、この時に肉体を失い今まで以上に竜馬に対する憎悪と殺意を抱き、晴明ロボとなり竜馬を追って現代に出現。新宿副都心一帯を無造作に破壊し、多くの罪の無い人々を虐殺したことにより竜馬の怒りを買い、新宿ごとゲッタービームで吹き飛ばされる。最期は竜馬に「お前はゲッターと共に、生きながら無限地獄を彷徨うがいい」と不吉な言葉を遺し、溶解するように絶命する。

### 四天王
多聞天（たもんてん）
声 - 玄田哲章
現代の世界で晴明を倒した後、早乙女研究所上空から現われた四天王のリーダー格。鬼や晴明などを差し向けたすべての元凶であり、人から言えば神なる存在。ゲッターロボを世界を滅ぼす汚点として粛清している。多種多彩な神通力を持ち、炉心を換装した上で竜馬が乗ったゲッターロボですら太刀打ちできなかった。惑星を優に超えるサイズにも巨大化することができ、その際の質量は物理学上は重力崩壊が起きるはずの数値で、隼人に「ありえん！」と言わしめた。剣の一振りで星1個が容易く失せる。研究所地下から吹き出したゲッターエネルギーを浴びてパワーアップしたゲッターロボを3人の神を殿にして、ゲッター線の根源を断とうと「地獄の釜」の底からゲッター同士が争い滅んだ別宇宙に向かい、追いかけてきたゲッターロボを圧倒的な力で追い詰めるも、この世界のゲッター線と同化して、さらにパワーアップしたゲッターロボのゲッタービームフルパワーに敗北。負けを認めながらも、決してゲッターの存在を許しはしないと主張しようとするが、突如として現れた聖ドラゴンに握りつぶされてしまい、聖ドラゴンをゲッターの行き着く悍ましい姿と称しながら最期を迎えた。
広目天（こうもくてん）
声 - 郷里大輔
多聞天と同じく、早乙女研究所上空から現われた四天王の1人。絵巻や竜巻を使った戦法を得意としている他、口から酸のような液を吐いたり、業火を用いた術を使うことができる。ゲッター2との竜巻対決で動きを封じられたところに、ゲッタードリルを受けて戦死。デザイン上のモデルは虚無戦記の猿羅神。
持国天（じこくてん）
声 - 銀河万丈
多聞天と同じく、早乙女研究所上空から現われた四天王の1人。口から剣を出したり、左腕をゲッター2と同じドリルアームに変えたりできる。ゲッター3の大雪山おろしを受けて戦死。デザインは5000光年の虎から。
増長天（ぞうちょうてん）
声 - 屋良有作
多聞天と同じく、早乙女研究所上空から現われた四天王の1人。現われたと同時に、ゲッター線の暴走で研究所地下から這い出てきたプロトゲッター軍団を1人で相手をし、全滅まで追い込んだ。錫杖らしき武器と身体に巻きつけている龍を武器としている。ゲッター1のダブルトマホークブーメランを受けて戦死。

## 登場メカ
ゲッターロボ
「鬼」に対抗するために開発された、スーパーロボット。絶大なパワーを持つが、それゆえに扱えるパイロットがいなかった。イーグル号およびゲッター1を竜馬、ジャガー号およびゲッター2を隼人、ベアー号およびゲッター3を弁慶が操縦する。後に新型炉心を搭載しパワーアップ。第1話ではゲッター1の頭部に変形した状態のイーグル号のみが登場しており、第2話で3機のゲットマシン、ゲッター1、ゲッター2が登場した。第5話でゲッター3が登場している。
3機の戦闘機・ゲットマシンが合体することで構成される点は、これまでのゲッターロボと共通している。
初期作品『ゲッターロボ』のゲッターロボと異なり、ゲッターロボ内部を通って他の操縦席に移動することはできない（第2話で竜馬が勝手に操縦を始めた隼人を止めるために、ゲッター2のボディをよじ登った）。また、頭部になるマシンが自動操縦となる形態にも合体しており、その場合は他のパイロットが操縦を代行する。第2話でゲッター2の操縦を最初は脚部のイーグル号に乗った竜馬が行った（隼人は無理矢理乗せられただけで最初は操縦していなかった）。第10話ではゲッター1の操縦を隼人がジャガー号から行っている。
武装は基本的には初代ゲッターロボに準じたものになっており、ゲッタードラゴンの「シャイン・スパーク」や真ゲッターロボの「ストナーサンシャイン」のような強力な大技は持たない。本作のゲッター1の武器の「ゲッター・トマホーク」は、2本使用する場合にはゲッタードラゴンの武器名称である「ダブル・トマホーク」がコールされていた（ゲッタートマホークは2本を連結して使用されることが多かった）。ゲッターポセイドン同様に、本作のゲッター3も手からネット（劇中では名称不明）を放っている。「大雪山おろし」は伸縮する腕に絡めて投げるパターンと、敵をネットに包んだ後に機体全体を回転させて投げるパターンが登場した。第9話で新型炉心搭載後は各武装の威力が強化された。
過去作品に存在した宇宙開発用ロボットが転用された設定は無く、純粋な戦闘用ロボットとして建造されている。
フィギュア等の商品展開では作品名と同じく「新ゲッターロボ」と表記されるが、作中では単に「ゲッターロボ」と呼称されている。
プロトタイプ・ゲッター（達人機）
試作型ゲッターロボ。第1話に登場。鬼には力及ばずに自爆する（第11話にも回想シーンにて登場している）。
旧作に登場する初代ゲッターロボとほぼ同じデザイン（細部は異なる）。
プロトタイプ・ゲッター（量産型）
早乙女達人が乗るプロトタイプ・ゲッターロボと外観や武装が同一の量産型ゲッター。カラーリングは白とグレーのモノトーン。戦闘力や防御力については達人の機よりも劣るかのような描写がなされている。
プロトタイプ・ゲッター（無人機）
第12話で研究所の地下から、ゲッター線の力で無人で這い出してきた、廃棄されていたゲッターロボ。量産型と同じくカラーリングは白とグレー。ゲッターロボ號やゲッターロボサーガに登場したゲッター試作機に類似する形態のものの他、オリジナルのデザインのものも含め多数登場した。最終話の異世界にもゲッターロボのようなスクラップが多数登場している。
ゲッター聖ドラゴン（『ゲッターロボ全書』設定資料）
第9話で異世界に飛ばされた竜馬が見た存在にして、その世界を人間と融合したゲッターロボ同士の破壊と闘争、そして身体というパーツの奪い合いを行うという地獄にした元凶。
竜馬の飛ばされた異世界は人間とゲッターロボが融合しており、その中には隼人や弁慶、早乙女の姿もあった（ミチルはゲッターから切り離されて、すでに死んでいた）。早乙女、隼人、弁慶が融合していたものは『ゲッターロボG』のゲッタードラゴン、ゲッターライガー、ゲッターポセイドンに似た形態であった。ここでもゲッターロボ號、真ゲッターロボに類似する形態のものも登場している。
第13話にも登場し、敗北した多聞天を握りつぶした後、宇宙に漂うゲッター線の霧から登場し、胴体にはゲッターライガーとゲッターポセイドンと思われる頭部のような物が存在している。大きさは惑星サイズ並に巨大で、竜馬が単身イーグル号で戦いを挑んだ時発射したゲッタービームはまさに高出力とも言うべき威力である。
寄せ集めゲッター（正式名称不明）
第13話（最終話）ラストで異世界へ飛んだ竜馬がエピローグで乗っていたゲッターロボ。正式な名称は不明だが、『ゲッターロボ全書』にて「寄せ集めゲッター」と監督の川越淳はコメントしている。
鬼獣（きじゅう）
鬼が危機迫った時に呼び寄せる巨大な鬼。呼び寄せた鬼を喰らうことで同化し、記憶などを植え込む特性を持つ。塩基配列は通常の鬼たちや地球上の生命体と違いが大きく出ているとされている。完全な生物タイプ・半機械タイプ・植物タイプ・昆虫タイプなど様々なタイプが登場している。
鬼獣王（きじゅうおう）
第8話で安部清明が鬼獣と合体した姿。
晴明ロボ（せいめいロボ）
第9話 - 第11話で安部清明が鬼獣と合体した姿。現代の新宿に出現して破壊活動を行い、ゲッターロボをおびき寄せ、竜馬が居ないことで戦闘力のがた落ちしたゲッターロボをあと一歩のところまで追い詰める。しかし、駆けつけた竜馬が乗り込み、圧倒的な力を発揮したゲッターロボの前に破壊され、清明は死亡する。名称こそ「ロボ」とあるが、実際はロボットではなく、巨大生命体の類いに近い。

## スタッフ
- 企画 - ダイナミック企画
- 原作 - 永井豪、石川賢
- 構成・脚本 - 大西信介
- キャラクターデザイン - 鈴木藤雄
- メカデザイン - 田中良
- 美術 - 宮野隆
- 色彩設計 - 原田幸子
- 撮影 - 月岡敦夫
- デジタルエフェクト - 佐藤正人
- 編集 - 田熊純
- 音楽 - 信田かずお、TRY FORCE
- 音楽プロデューサー - 井上俊次（ランティス）
- 音響監督 - 岩浪美和
- 音響効果 - 神保大介
- ラインプロデューサー - 小林辰与、南喜長
- プロデューサー - 徳原八州、水野さつき、永井一巨、森本浩二
- アニメーション制作 - ブレインズ・ベース
- 監督 - 川越淳
- 制作協力 - アニマックスブロードキャスト・ジャパン
- 製作 - バンダイビジュアル

## 主題歌
オープニングテーマ「DRAGON」
作詞：影山ヒロノブ / 作曲・編曲：須藤賢一 / 歌：JAM Project
エンディングテーマ「No Serenity」
作詞：影山ヒロノブ / 作曲・編曲：河野陽吾 / 歌：JAM Project featuring 影山ヒロノブ・遠藤正明・福山芳樹

## 挿入歌
本作のDVDの初回版には挿入歌のシングルCDが付属していた。2006年7月26日にこの挿入歌とOP・EDをまとめたボーカル集『新ゲッターロボ Vocal Collection DRAGON BATTLE』が発売されている。
「WARRIOR」
歌・作詞：影山ヒロノブ / 作曲・編曲：河野陽吾
「SAGA」
作詞：影山ヒロノブ / 作曲・編曲：河野陽吾 / 歌：遠藤正明
「吠えろ!!」
作詞・作曲：影山ヒロノブ / 編曲：須藤賢一 / 歌：福山芳樹
「DEEP RED」
作詞：奥井雅美 / 作曲：影山ヒロノブ / 編曲：河野陽吾 / 歌：きただにひろし
「Gods」
作詞・作曲：影山ヒロノブ / 編曲：須藤賢一 / 歌：串田アキラ
「伝説〜Legend〜」
作詞：奥井雅美 / 作曲・編曲：須藤賢一 / 歌：水木一郎

## 各話リスト
| 第1話  | 竜馬が行く       | 川越淳            | 川越淳       | 鈴木藤雄 田中良 | 2004年 7月23日 | 2004年 7月23日 |          |
| 第2話  | 隼人が来る       | 菱田正和 戸部敦夫 | 菱田正和     | 戸部敦夫        | 2004年 7月23日 | 2004年 7月23日 |          |
| 第3話  | 武蔵坊弁慶       | 川越淳            | 下司康弘     | 菊池晃          | 8月27日        | 8月27日        |          |
| 第4話  | 三匹が行く       | 佐野隆史          | 川越淳       | 石川晋吾        | 8月27日        | 8月27日        |          |
| 第5話  | 鬼火             | ひいろゆきな      | 菱田正和     | 田中良          | 9月24日        | 9月24日        |          |
| 第6話  | 鬼の棲む館       | 川越淳            | 下司康弘     | 鈴木藤雄        | 9月24日        | 9月24日        |          |
| 第7話  | 陰陽師           | 菱田正和          | 菱田正和     | 戸部敦夫        | 10月22日       | 10月22日       |          |
| 第8話  | 激突             | 川越淳            | 下司康弘     | 菊池晃 鈴木藤雄 | 10月22日       | 10月22日       |          |
| 第9話  | 地獄変           | ひいろゆきな      | ひいろゆきな | 田中良          | 11月26日       | 11月26日       |          |
| 第10話 | ひとり狼         | 川越淳            | 川越淳       | 大久保修        | 11月26日       | 11月26日       |          |
| 第11話 | かくて神風は吹く | 西森章            | 菱田正和     | 戸部敦夫        | 12月23日       | 12月23日       | 12月23日 |
| 第12話 | 天と地と         | ひいろゆきな      | ひいろゆきな | 大木賢一 菊池晃 | 12月23日       | 12月23日       | 12月23日 |
| 第13話 | 竜馬がいく       | 川越淳            | 下司康弘     | 鈴木藤雄 田中良 | 12月23日       | 12月23日       | 12月23日 |

## 放送局
| 放送地域 | 放送局       | 放送期間                     | 放送日時           | 放送区分       | 備考         |
| -------- | ------------ | ---------------------------- | ------------------ | -------------- | ------------ |
| 日本全域 | BS11デジタル | 2010年10月9日 - 2011年1月1日 | 土曜 23:00 - 23:30 | BSデジタル放送 | 『ANIME+』枠 |

## ゲーム
スーパーロボット大戦NEO（Wii）
石川が竜馬、内田が隼人を「スーパーロボット大戦シリーズ」で初めて声を当てた作品となる。